# (32100) 2000 KU48
2000 KU48 (asteroide 32100) é um asteroide da cintura principal. Possui uma excentricidade de 0.20011900 e uma inclinação de 4.02935º.
Este asteroide foi descoberto no dia 28 de maio de 2000 por Spacewatch em Kitt Peak.